# Старгардский повет
Старгардский повет (пол. Powiat stargardzki) — повет (район) в Польше, входит как административная единица в Западно-Поморское воеводство. Центр повета — город Старгард-Щециньски. Занимает площадь 1519,59 км². Население — 120 422 человека (на 31 декабря 2015 года).

## Административное деление
- города: Старгард-Щециньски, Хоцивель, Добжаны, Иньско, Сухань
- городские гмины: Старгард-Щециньски
- городско-сельские гмины: Гмина Хоцивель, Гмина Добжаны, Гмина Иньско, Гмина Сухань
- сельские гмины: Гмина Долице, Гмина Кобылянка, Гмина Маряново, Гмина Стара-Домброва, Гмина Старгард-Щециньски

## Демография
Население повета дано на 31 декабря 2015 года.
| Перепись            | Всего | Мужчины | Женщины |
| ------------------- | ----- | ------- | ------- |
| Всего               | 67140 | 33003   | 34137   |
| Городское население | 39541 | 18996   | 20545   |
| Сельское население  | 27599 | 14007   | 13592   |